# Wilco Kelderman
Wilco Kelderman (født 25. marts 1991 i Amersfoort) er en hollandsk professionel cykelrytter for Team Visma | Lease a Bike.
Kelderman er vinder af Tour of Norway 2011 og af Post Danmark Rundt 2013.

## Eksterne links
- Wikimedia Commons har flere filer relateret til Wilco Kelderman
- Wilco Keldermans opslag i Munzinger Sportsarchiv (tysk)
- Wilco Keldermans profil på Olympics.com (engelsk)
- Wilco Keldermans profil på Olympedia (engelsk)
- Wilco Keldermans profil hos UCI (engelsk)
- Wilco Keldermans profil på CycleBase (engelsk)
- Wilco Keldermans profil på Cykelsiderne
- Wilco Keldermans profil på Cycling Quotient (engelsk)
- Wilco Keldermans profil på ProCyclingStats (engelsk)
- Wilco Keldermans profil på FirstCycling
- Wilco Keldermans profil på Strava (engelsk)